# Boom kauczukowy
Boom kauczukowy (port. Ciclo da borracha) – okres w historii Brazylii, związany z pozyskiwaniem kauczuku naturalnego z kauczukowca brazylijskiego na terenie Amazonii. Boom kauczukowy przyczynił się do rozwoju gospodarczego Regionu Północnego, głównie stanów Amazonas, Rondônia i Pará, oraz miast Manaus, Porto Velho i Belém. W tym okresie utworzono Federalne Terytorium Acre (obecnie stan Acre), którego obszar został odkupiony od Boliwii w 1903 roku. Boom kauczukowy miał miejsce w latach 1897–1912, a potem odnowił się podczas II wojny światowej.

## Tło historyczne

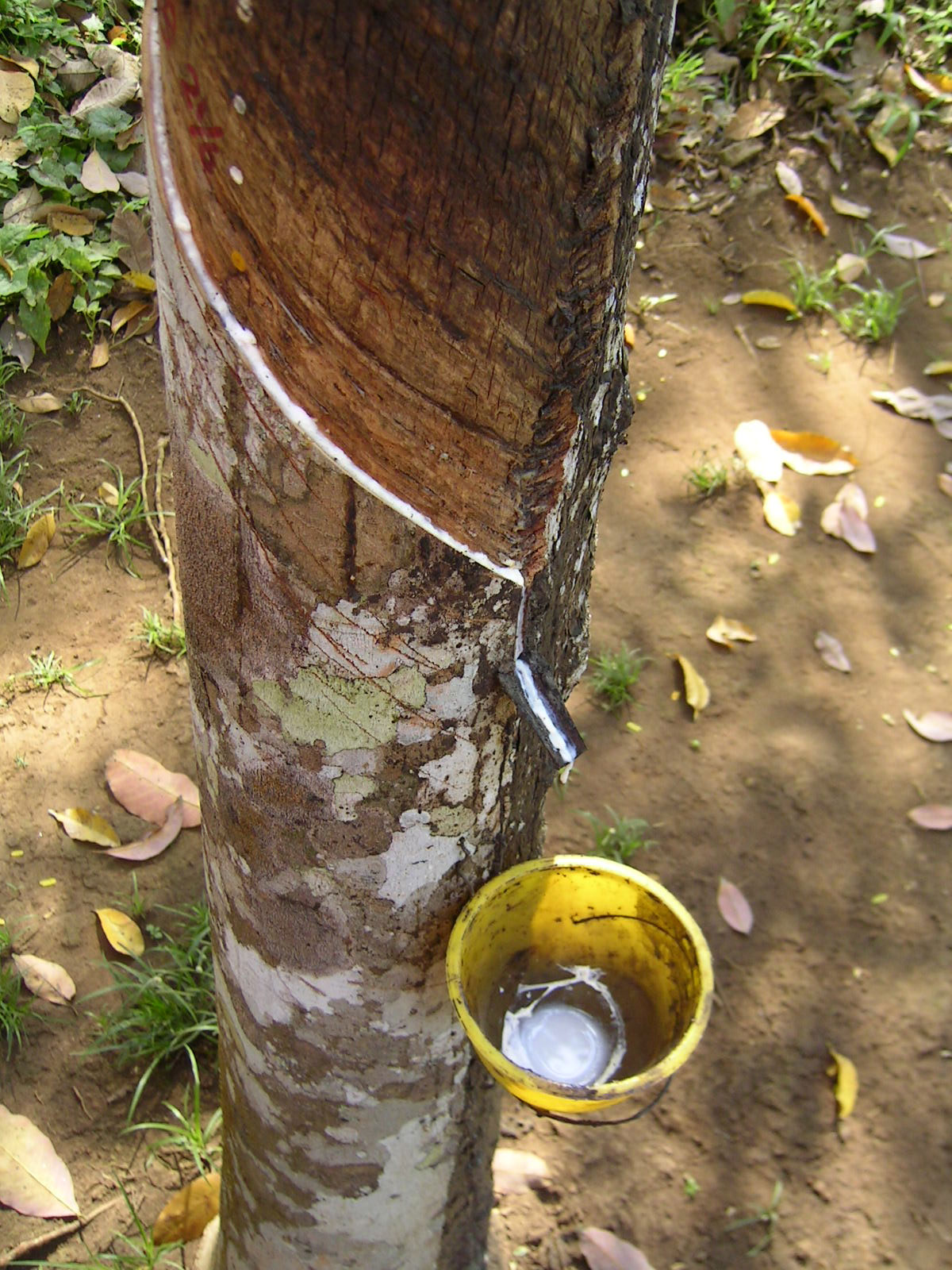
Pozyskiwanie soku mlecznego z kauczukowca

Właściwości kauczuku były znane wśród Indian Ameryki Południowej i Środkowej jeszcze zanim pojawili się tu pierwsi Europejczycy. Podczas drugiej wyprawy Krzysztofa Kolumba przybysze zauważyli, że mieszkańcy Hispanioli (obecnie Haiti) grają w piłkę, wykonaną z elastycznego tworzywa. W 1615 roku kauczuk został opisany w dziele Monarchia Indiana Juana de Torquemady, jednak nie wykorzystywano go wówczas na większą skalę. W 1736 roku Charles de Condamine jako pierwszy zastosował nazwę heve dla drzewa kauczukowego, a latex dla pozyskiwanej z niego substancji. Użył również indiańskiego określenia cahuchu lub caoutchouc (oznaczającego sok lub krew z drzewa) na określenie materiału pozyskiwanego z drzewa kauczukowego. Jest to jedna z możliwych etymologii słowa kauczuk. Inna to jego pochodzenie od caaocho, co oznacza płaczące drzewo. Podróżując po Amazonii, Condamine dostrzegł i opisał różne sposoby zastosowania kauczuku, na przykład butelki i buty.
W 1770 roku angielski naukowiec Joseph Priestley wykorzystał kauczuk jako gumkę do ścierania, wprowadzając ten materiał na rynek produktów piśmienniczych. W 1823 roku szkocki uczony Charles Macintosh chemicznie przetworzył naturalny kauczuk w taki sposób, że nie przepuszczał deszczu i nie zmieniał postaci w różnych warunkach termicznych. Sześć lat później Charles Goodyear przypadkowo wynalazł wulkanizację, rozlewając mieszaninę kauczuku i siarki na gorący piec. W konsekwencji tych odkryć zwiększyło się zapotrzebowanie na kauczuk, który wówczas pozyskiwano wyłącznie z dziko rosnących w Amazonii drzew. W latach 70. XIX wieku Henry Wickham przemycił nasiona kauczukowca do Anglii, a stamtąd trafiły one do brytyjskich kolonii w Azji, jednak te plantacje miały jeszcze wówczas charakter bardziej eksperymentalny niż komercyjny.

## Pierwszy boom kauczukowy 1879-1912

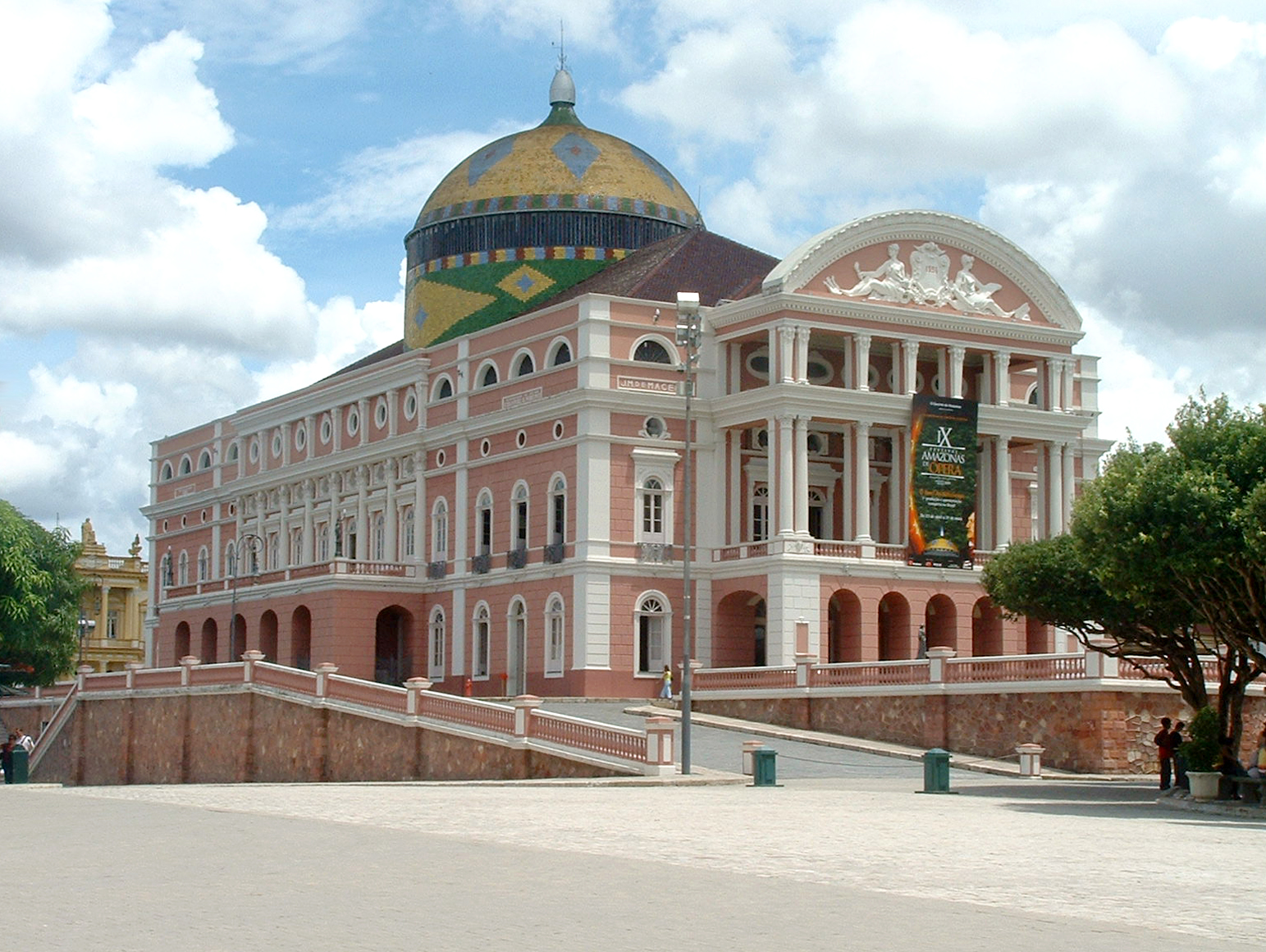
Opera w Manaus, jeden z symboli boomu kauczukowego

Koniec XIX wieku to okres rozwoju motoryzacji, a co za tym idzie zwiększonego popytu na kauczuk, wykorzystywany głównie do produkcji opon. Brazylijski kauczuk był towarem eksportowym już od początków XIX wieku. W latach 40. XIX wieku eksportowano ok. 460 ton rocznie, jedna tona kosztowała 45 funtów szterlingów. Dziesięć lat później ilość eksportowanego kauczuku wzrosła do 1,9 tys. ton rocznie, a w latach 70. do 3,7 tys. ton rocznie. Wzrosły także ceny: z 118 funtów za tonę w latach 50. XIX wieku, w kolejnej dekadzie płacono już 125 funtów, a w latach 70. – 182 funtów za tonę. W latach 1909–1911 płacono rekordowe 512 funtów za tonę kauczuku.

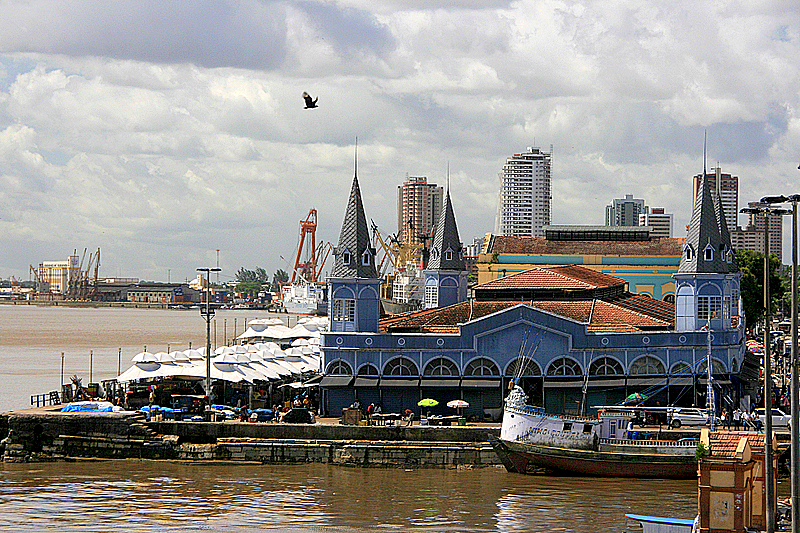
Targ Ver-O-Peso w Belém

Boom kauczukowy przyczynił się do rozwoju Regionu Północnego i do wzrostu zamożności jego mieszkańców. Nastąpił gwałtowny rozwój miast, przede wszystkim Manaus i Belém. Wielu robotników z innych regionów Brazylii, głównie z Regionu Północno-Wschodniego, przeprowadziło się do Amazonii, szukając pracy przy pozyskiwaniu kauczuku. W 1896 roku Manaus zostało drugim brazylijskim miastem, w którym pojawiła się energia elektryczna. W tym samym roku na ulice miasta wyjechały pierwsze tramwaje elektryczne. Zbudowano szerokie aleje, system kanalizacji, wzniesiono wiele nowych budynków, z których najbardziej charakterystycznym symbolem tego okresu jest Teatro Amazonas w Manaus – neorenesansowy gmach zbudowany przy użyciu materiałów importowanych z Europy. Kauczukowi baronowie sprawili, że Manaus stało się wówczas światowym centrum handlu diamentami. Dochód na głowę w Manaus był dwa razy większy niż w regionie, gdzie uprawiano kawę (stany São Paulo, Rio de Janeiro i Espírito Santo). Belém, stolica stanu Pará, podobnie jak Manaus było w tamtym czasie jednym z najlepiej prosperujących miast w Brazylii. Swoją pozycję miasto zawdzięczało dodatkowo korzystnemu położeniu, w pobliżu ujścia Amazonki do Atlantyku. W mieście swoje siedziby miały banki i inne instytucje, a także mieszkało tu wielu handlarzy kauczukiem.
Pozyskiwanie kauczuku było pierwszym w Brazylii doświadczeniem pracy na tak dużą skalę bez wykorzystania niewolników. Nie oznacza to jednak, że zbiór kauczuku należał do łatwych zadań. Przez cały dzień robotnicy przemierzali wyznaczone szlaki, nacinając drzewa kauczukowe. Uzyskany w ten sposób sok mleczny był następnie dostarczany do „patronów”, którzy go skupowali, oferując w zamian żywność i narzędzia. Zbieracze kauczuku byli narażeni na wiele niebezpieczeństw, takich jak tropikalne choroby, ataki Indian, pokąsanie przez węże. Wraz z wyczerpywaniem się zasobów zmuszeni byli przemieszczać się coraz bardziej na zachód.
Pomimo sporej swobody, jaką cieszyli się zbieracze kauczuku, w odległych rejonach Amazonii wciąż zdarzały się przypadki zmuszania Indian do pracy przy zbiorach. Miało to miejsce szczególnie w okolicach rzeki Putumayo w Kolumbii, gdzie mleczko kauczukowe pozyskiwano z innego gatunku drzewa – kastylki sprężystej (Castilla elastica), które nie odradzało się tak jak kauczukowiec brazylijski i zbiór był możliwy jedynie raz. Po zniszczeniu plantacji i zużyciu drzew handlarze uciekali się do brutalnych metod, aby zmusić Indian do pracy w coraz trudniejszych warunkach.

### Sprawa Acre

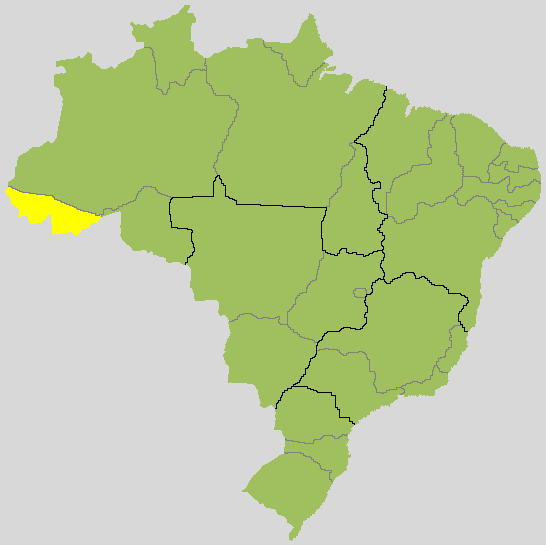
Położenie Acre na mapie Brazylii

Boom kauczukowy poza wpływem na gospodarkę Brazylii miał też kontekst polityczny. Zbieracze kauczuku, zapuszczając się w coraz bardziej odległe rejony Amazonii, przekraczali granice kraju i przechodzili na terytorium Boliwii. Wywoływało to potyczki graniczne, z których największa zyskała nazwę rewolucji (Revolução Acreana). W 1902 roku grupa zbieraczy kauczuku pod wodzą José Plácido de Castro uwięziła miejscowe boliwijskie władze i proklamowała powstanie niezależnego stanu Acre. Rząd Brazylii dowiedział się, że Boliwia planuje odbić sporny rejon i zamiast wdawać się w zbrojne potyczki, postanowił odkupić teren dzisiejszego stanu Acre od Boliwii. W 1903 roku zawarto Traktat z Petrópolis, na mocy którego teren Acre został przyłączony do Brazylii, a cena wynosiła 110 tys. funtów szterlingów. Z ramienia rządu brazylijskiego istotną rolę w zażegnaniu konfliktu odegrał minister spraw zagranicznych, José Maria da Silva Paranhos, baron Rio Branco. Z punktu widzenia gospodarczego traktat był bardzo korzystny dla Brazylii. Zyskała ona region bogaty w kauczuk, zagwarantowała też miejsca pracy dla tysięcy osób, przede wszystkim mieszkańców Północnego Wschodu, którzy byli zmuszeni opuścić swoje domy, uciekając przed suszą, jaka nawiedziła tamten rejon na początku XX wieku.

### Trasa kolejowa Madeira-Mamoré
Transport kauczuku z głębi Amazonii na wybrzeże był sporym wyzwaniem. Pomysły na zbudowanie trasy kolejowej jako alternatywy dla spływów rzecznych pojawiły się w połowie XIX wieku, zanim jeszcze nastąpił boom kauczukowy. Spływ rzeką Mamoré w Boliwii, a następnie rzeką Madeira w Brazylii nastręczał wiele trudności, przede wszystkim z powodu 20 wodospadów, które napotykały statki na tej trasie. Postanowiono zatem zbadać możliwość zbudowania torów, biegnących wzdłuż brzegów rzek. Koncesję na budowę trasy kolejowej otrzymał amerykański przedsiębiorca Percival Farquhar – jego zadaniem było doprowadzenie torów od boliwijskiej granicy do miasta Porto Velho (obecnie stolica stanu Rondônia), skąd towar mógł być dalej transportowany Amazonką do jej ujścia do Atlantyku. Do pracy przy budowie kolei zgłosiło się ok. 20 tys. ochotników, z których ok. 6 tys. zmarło w trakcie wznoszenia trasy. Ciężka praca przy wycince gęstego lasu, tropikalne choroby, ataki Indian i dzikich zwierząt zdziesiątkowały robotników, co sprawiło, że trasa zyskała nazwę Diabelskiej Kolei. Budowa 366-kilometrowej linii z miasta Guajara-Mirim na granicy z Boliwią do Porto Velho trwała od 1907 do 1912 roku i została ukończona w momencie schyłku boomu kauczukowego.
Trasa Madeira-Mamoré została częściowo dezaktywowana w 1930 roku, a w 1972 roku zamknięto ją na stałe – w tym samym roku otworzono Transamazonikę (BR-230). Obecnie linia jest czynna jedynie na odcinku 7 km i służy do celów turystycznych. Mieszkańcy stanu Rondônia podejmują wysiłki, aby przywrócić działanie trasy, jednak z powodu braku zainteresowania lokalnych władz prace jeszcze się nie zaczęły.

## Schyłek boomu kauczukowego w Amazonii
Powstanie kauczukowych plantacji w Azji zapoczątkowało schyłek amazońskiego boomu. Wykradzione z Brazylii nasiona drzewa kauczukowego dały początek uprawom w koloniach brytyjskich w Malezji i Cejlonie, a pozyskiwanie kauczuku w ten sposób było łatwiejsze i bardziej opłacalne. Cena amazońskiego kauczuku spadła i jego pozyskiwanie przestało się opłacać, co doprowadziło do kryzysu gospodarczego w całym regionie. Nastąpił wzrost bezrobocia, eksodus z miasteczek i wsi, baronowie kauczukowi porzucali swoje luksusowe rezydencje, które potem niszczały w tropikalnym klimacie, a przede wszystkim doskwierał brak perspektyw dla tych, którzy zdecydowali się pozostać w regionie. Zbieracze kauczuku, pozbawieni źródła dochodu, osiedlali się na przedmieściach Manaus, próbując znaleźć pracę w mieście.
Centralny rząd Brazylii utworzył instytucję o nazwie Nadinspektorat Obrony Kauczuku (Superintendência de Defesa da Borracha), którego celem było zapobieganie kryzysowi, jednak był to organ tak nieskuteczny, że został dezaktywowany wkrótce po powstaniu.
Pod koniec lat 20. XX wieku Henry Ford założył plantację drzew kauczukowych w Amazonii, a co za tym idzie miasteczko Fordlândia na zachodzie stanu Pará, jednak drzewa zostały zaatakowane przez zarazę i całe przedsięwzięcie upadło. Plantacja miała dostarczać kauczuk na potrzeby amerykańskiego koncernu motoryzacyjnego Ford Motor Company.

## Drugi boom kauczukowy 1942–45
Podczas drugiej wojny światowej azjatyckie plantacje kauczuku zostały zajęte przez Japończyków i na krótko wróciło zainteresowanie kauczukiem z Amazonii. Od momentu inwazji wojsk japońskich na Malezję w 1942 roku Brytyjczycy stracili możliwość pozyskiwania tego produktu z Azji, a w tym czasie zapotrzebowanie było bardzo wysokie, w związku z produkcją ogumienia do pojazdów wojskowych.
Prezydent Brazylii Getúlio Vargas zgodził się, aby Brazylia dostarczała kauczuk na potrzeby aliantów oraz na utworzenie amerykańskich baz w Regionie Północno-Wschodnim, w zamian za to Amerykanie mieli zainwestować w rozwój brazylijskiej infrastruktury.
Inaczej niż podczas pierwszego boomu kauczukowego, gdy pozyskiwanie produktu leżało w prywatnych rękach, w czasie wojny państwo angażowało się w znacznym stopniu, między innymi zachęcając robotników z innych regionów, a szczególnie z ogarniętego suszą Nordeste, do osiedlania się w Regionie Północnym i pracy przy zbiorze kauczuku. Robotników zaczęto nazywać Żołnierzami Kauczuku.
Po zakończeniu wojny zainteresowanie amazońskim kauczukiem ponownie spadło, a uprawa przeniosła się z powrotem do Azji.